# Frank Hallam
Frank Hallam właściwie Francis Stanley Tennyson Hallam (ur. 1 maja 1917 roku w City of Glenorchy, Tasmania, zm. 5 września 1995 roku) – producent i mechanik.

## Życiorys
Hallam jest synem Tennysona Charlesa i wnukiem Thomasa Fredericka Hallama. Gdy Hallam był młody jego rodzice rozeszli się a on wraz z trójką rozeństwa wyjechał do północnej Australii.
Hallam rozpoczął naukę w Church of England Grammar School i kontynuował ją w Launceston Junior Technical School.
W wieku 15 lat uzyskał certyfikat jako mechanik w H.C. Heathorn & Company. Po zakończeniu praktyk zaczął pracować w Glasgow Engineering Company.
Podczas II wojny światowej zobowiązał się do pracy w Commonwealth Aircraft Corporation, gdzie pracował jako producent narzędzi. W 1944 roku wrócił do Tasmanii, i od tego roku pracował dla australijskiego producenta silników dla Formuły 1, Repco.